# Alfred Schwarzschild

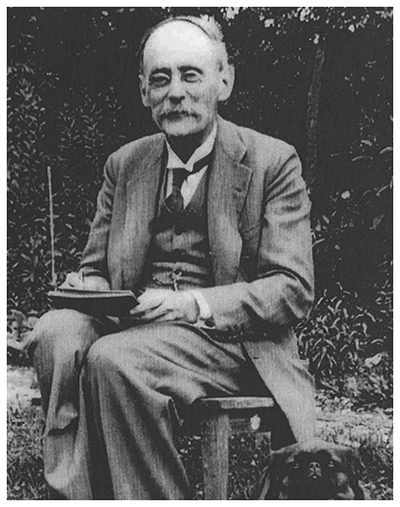
Alfred Schwarzschild in London 1948

Alfred Schwarzschild (* 1874 in Frankfurt am Main; † 19. August 1948 in London) war ein deutscher Maler und Grafiker.

## Leben
Alfred Schwarzschild kam in Frankfurt als zweites Kind einer wohlhabenden Familie auf die Welt.
Sein Vater war Moses Martin Schwarzschild und seine Mutter Henriette Ottilie Sabel. Sein Bruder Karl Schwarzschild wurde berühmter Astronom, sein Cousin Leopold Schwarzschild Soziologe und Publizist.
Schon als Kind zeigte Alfred große künstlerische Begabungen. Von 1890 bis 1892 studierte er bei Anton Burger in Kronberg, später besuchte er die Kunstakademie in Karlsruhe.
1893 zog er mit seinem Bruder Karl nach München. Er studierte an der Akademie der Bildenden Künste München zunächst bei Professor Gabriel von Hackl dann bei Professor Wilhelm von Diez. Alfred Schwarzschild wohnte damals in der Nordendstraße im Viertel Maxvorstadt, er teilte sein Atelier mit Albert Weisgerber. Von 1901 an beteiligte sich Schwarzschild regelmäßig an der Internationalen Kunstausstellung im Königlichen Münchner Glaspalast. 1901 wurde er für sein Ölbild „Übermut“ mit einer Medaille ausgezeichnet. 1905–1909 war er zudem regelmäßig in der Große Berliner Kunstausstellung vertreten.
Im Ersten Weltkrieg diente er als Kriegsbeobachter.
1924 heiratete er Theodora Luttner und hatte drei Töchter. Mit seiner Familie zog er nach München. Sein Atelier befand sich im Stadtteil Bogenhausen.
Er wurde zum großen Porträtmaler des Münchner Großbürgertums. Sein Stil reicht vom Jugendstil bis zur Neue Sachlichkeit.
Mit der Machtergreifung der Nationalsozialisten wurde das Berufsleben von Alfred Schwarzschild auf Grund seiner jüdischen Herkunft immer schwieriger.
Alfred Schwarzschild schlug sich mit der Gestaltung von Souvenir-Postkarten durch. Er schuf eine Reihe von Postkarten mit dem Münchner Kindl als Motiv, eine Serie von Postkarten zum Thema Oktoberfest und eine Serie zur berühmten Gaststätte Hofbräuhaus. Oft diente seine jüngste Tochter als Modell.
Manche dieser Postkarten werden mittlerweile wieder gedruckt und in Souvenirläden verkauft.
1936 floh die Familie nach England. Für kurze Zeit wurde Alfred Schwarzschild auf der Isle of Man als Enemy Alien interniert. Anschließend verbrachte er in London sein restliches Leben.

## Werke
- „Oktoberfest-Paar“, 1928, Stadtmuseum München